# Aslan Usoian
Aslan Usoian (georgià : ასლან უსოიანი ; rus : Аслан Рашидович Усоян), també conegut com l'avi Hassan (Dede Hasan, "Дед Хасан"), va ser un Vor v zakone georgià que liderà una destacada facció del crim organitzat rus. Nascut a Tbilisi el 1937, era d'ètnia iazidí d'origen kurd. El 1995, després de la detenció de Viatxeslav Ivankov "Yaponchik" als Estats Units, va passar a administrar el fons comú que les màfies russes utilitzen per auxiliar el seus membres (l'anomenat obsxak). També hauria sigut designat, el 1995, com el responsable de controlar els "negocis" que es farien a Sotxi al voltant de l'organització i celebració dels Jocs Olímpics d'Hivern de 2014. El 1998, va ser precisament a Sotxi on va sobreviure a un primer intent d'assassinat. L'empresonament del seu gendre Zakhar Kalaixov, va fer escalar l'enemistat que Usoian mantenia des de feia anys amb Tariel Oniani, arràn per la gestió de l'herència econòmica de les activitats del crim organitzat rus a Espanya, desarticulat per l'Operació Vespa, i que havien liderat el mateix Kalaixov i Oniani. Es considera que aquest conflicte va desestabilitzar l'equilibri entre les diferents organitzacions de la màfia russa i desenvocaria en el mateix assassinat d'Aslan Usoian el 2013, pel tret d'un franctirador a Moscou. Va ser enterrat al cementiri moscovita de Khovanskoye, després que les autoritats georgianes deneguessin que l'avió que portava les seves despulles pogués aterrar a l'aeroport de Tbilisi per ser-hi enterrades a la tomba familiar.